# Spilogona caliginosa
Spilogona caliginosa este o specie de muște din genul Spilogona, familia Muscidae. A fost descrisă pentru prima dată de Stein în anul 1916. Conform Catalogue of Life specia Spilogona caliginosa nu are subspecii cunoscute.